# Kapitalen
Kapitalen (Das Kapital) er en bog i fire dele skrevet af tyskeren Karl Marx. Bogen er en kritisk analyse af kapitalismen.
Bogens første del udkom i 1867. Marx døde imidlertid før de resterende bind kunne udgives, men andet og tredje bind blev fuldført af vennen Friedrich Engels og udgivet i henholdsvis 1885 og 1894. Fjerde bind blev redigeret, delvis omskrevet og udgivet af Karl Kautsky.

## Oprindelses- og redaktionshistorie
Efter årtiers studier af økonomi og en række forarbejder (frem for alt Grundrisse der Kritik der politischen Ökonomie, Zur Kritik der politischen Ökonomie og Theorien über den Mehrwert) udkom i 1867 det første bind: Der Produktionsprozess des Kapitals. Friedrich Engels sammenstykkede efter Marx’ død i 1883 to yderligere bind af de overleverede manuskripter. I 1885 offentliggjorde han yderligere Der Zirkulationsprozess des Kapitals og i 1894 afsluttedes værket med: Der Gesamtprozess der kapitalistischen Produktion.
De tre bind af Kapitalen kendes i dag bedst som MEW-bind 23 til 25, og i de fleste oversættelse forefindes de i versioner med kommentarer af Marx selv og tilføjelser og redigeringer af Engels..
Marx’ personlige udgave af første bind er optaget i Unesco's litterære verdensarv.

## Værket

### Bind 1
Det første bind af Kapitalen blev skrevet i 1867 på grundlag af Karl Marx' Ökonomischen Manuskripte (1863-65). I perioden december 1871 - januar 1872 udarbejdede han præciseringer og forandringer til første bind. I årene 1872/73 blev første bind udgivet i anden udgave, hvor der især var foretaget ændringer og tilføjelser i første kapitel om varen.
Marx arbejdede i fem år på en fransk udgave af første bind. I forbindelse med oversættelsen foretog han en bearbejdelse af stoffet, især med store ændringer i kapitlet om „akkumulation“. Den franske udgave blev udgivet i dele i perioden 1872–1875, men som samlet bog først i 1875.
Efter Marx’ død i 1883 udgav Engels første bind i en version, hvor ændringerne i den franske udgave blev indarbejdet.. I den fjerde udgave (1890) var der yderligere tilføjet elementer fra den franske udgave.

### Bind 2 og 3
I 1885 offentliggjorde Engels det andet bind af Kapital , som var en sammenskrivning af flere forskellige forlæg, som Marx havde udarbejdet i 1860erne- og 1870ne. I 1894 fulgte det tredje bind, som tog udgangspunkt i nogle udkast Marx havde skrevet i 1864/65, men med talrige omformuleringer og tilføjelser af Engels.

## Overblik over indholdet

### Grundlæggende teser
Kritikken af den politiske økonomi står som undertitel på værket og er både en kritik af den kapitalistiske produktionsmåde og af de borgerlige teorier om den økonomiske udvikling. I sin kritik af produktionsforholdene fremhæver Marx, at den kapitalistiske produktionsmåde er underlagt klassekampen om fordelingen af goderne. Forudsætningen for den borgerlige ideologi om markedsfrihed er ejendomsretten til produktionsmidlerne og skabelsen af merværdi gennem udbytningen af arbejdskraften. Kapitalisterne er individuelt underlagt en konkurrence, som betyder, at den samlede kapital til stadighed skal akkumuleres ( dvs. udvides), således at hver enkelt virksomhed kun kan overleve gennem en yderligere udbytning af arbejdskraften. Arbejdslønnen bliver derfor en "byrde" for virksomhedsejerne. Denne mekanisme kan kun fungere, hvis den politiske magt stiller sig i kapitalens tjeneste og sikrer arbejderklassens afhængighed af kapitalen gennem sit voldsmonopol.
Marx understreger, at disse forhold er menneskeskabte. Endvidere gennemføres de "bag om ryggen" på borgerne, idet disse forhold fremstilles som naturlige. Idet markedet forudsættes som naturligt, opstår den i Marx' terminologi "varefetichisme". I følge Marx er forståelsen af varen som en naturlig udvekslingsmekanisme mellem mennesker analog til religiøse dogmer.
| Citat | En vare synes ved første øjekast at være en ganske simpel og triviel ting. Analysen af den viser, at den i virkeligheden er en meget kompliceret ting, der er fuld af metafysisk spidsfindighed og teologiske nykker. | Citat |
|       | |       |

Marx anfører i Kapitalen også, at varen har en dobbeltkarakter i form af brugsværdien, der er den nytteværdi, som gør den salgbar og dens bytteværdi, som er dens værdi i et bytteforhold på markedet.
Under kapitalismen er arbejdskraften en vare, der sælges på arbejdsmarkedet. Også arbejdskraften har både en brugsværdi, som kilde til fremstilling af varer eller tjenesteydelser, og en bytteværdi, som udtrykkes i arbejdslønnen. Omsat i penge betyder det, at lønnen skal være netop så stor, at arbejderen kan købe de forbrugsgoder, der på det givne historiske stade kræves for at holde denne type arbejder i live fysisk, moralsk og ideologisk. Den mængde samfundsmæssigt nødvendigt arbejde, som arbejderen gennem sin løn forbruger, er imidlertid typisk betydeligt mindre, end den som ligger bundet i de producerede varer (eller tjenesteydelser). Med begrebet samfundsmæssigt nødvendigt arbejde, henviser Marx til en særlig, abstrakt måleenhed:
| Citat | (...) hvordan måler man arbejdsmængder? Man måler dem i den tid, som arbejdet varer, idet man måler arbejdet i timer, dage osv.. For at kunne anvende dette mål, må man i sagens natur føre al slags arbejde tilbage til gennemsnitligt eller simpelt arbejde som dets enhed. | Citat |
|       | |       |

Marx var en af de første teoretikere som hævdede, at kriser er indbygget i det kapitalistiske system. I modsætning til de generelle ligevægtsteorier der antager at markedet af sig selv etablerer ligevægt, hævdede Marx, at markedet styrer mod en uligevægt, der udløser økonomiske kriser. I loven om profitratens tendens til fald’)
. udbygges teorien med en konjunkturanalyse. Under en højkonjunktur sker en overophobning af kapital der skal forrentes, og en dis-proportionalitet mellem aktiviteten og kapitalbeholdningen i forbrugs- og investeringsindustrierne. Når krisen indtræffer, sker der en voldsom nedskrivning af kapitalen. Konkurser er det voldsomste udtryk for denne nedskrivning. Virksomhedslukninger og frisætning af arbejdere (arbejdsløshed) er den måde hvorpå krisen omfordeler ressourcerne mellem samfundets forskellige sektorer.
Matematisk bygger loven om profitratens tendens til fald på følgende ligning:
p' = m/c+v = m/v / c/v+1, hvor
p' er profitraten,
m er merværdien,
c er den konstante kapital inkl. råstoffer,
v er den variable kapital (arbejdslønnen),
c/v udtrykker kapitalens organiske sammensætning, og
m/v udtrykker udbytningsraten.

### Førsteudgaver på tysk
- 1867: Buch I, Verlag Otto Meissner, Hamburg. (Skabelon:DTAW)
  - Anden forbedrede udgave: Zweite verbesserte Auflage 1872 Digitalisat, tredje omskrevne udgave 1883 (ved F. Engels) Digitalisat, fjerde gennemsete udgave 1890 (ved F. Engels)Digitalisat Arkiveret 14. juni 2016 hos  Wayback Machine
- 1885: Buch II ( 2. bind), ved F. Engels, Verlag Otto Meissner, Hamburg (Skabelon:DTAW)
  - 2. forbedrede udgave: 1893
- 1894: Buch III (3. bind), ved F. Engels, Verlag Otto Meissner, Hamburg (Buch III, Teil 1, Buch III, Teil 2, jeweils Digitalisat und Volltext im Deutschen Textarchiv)